# Cantalupo in Sabina
Cantalupo in Sabina är en ort och kommun i provinsen Rieti i regionen Lazio i Italien. Kommunen hade 1 666 invånare (2018).